# Tutuala

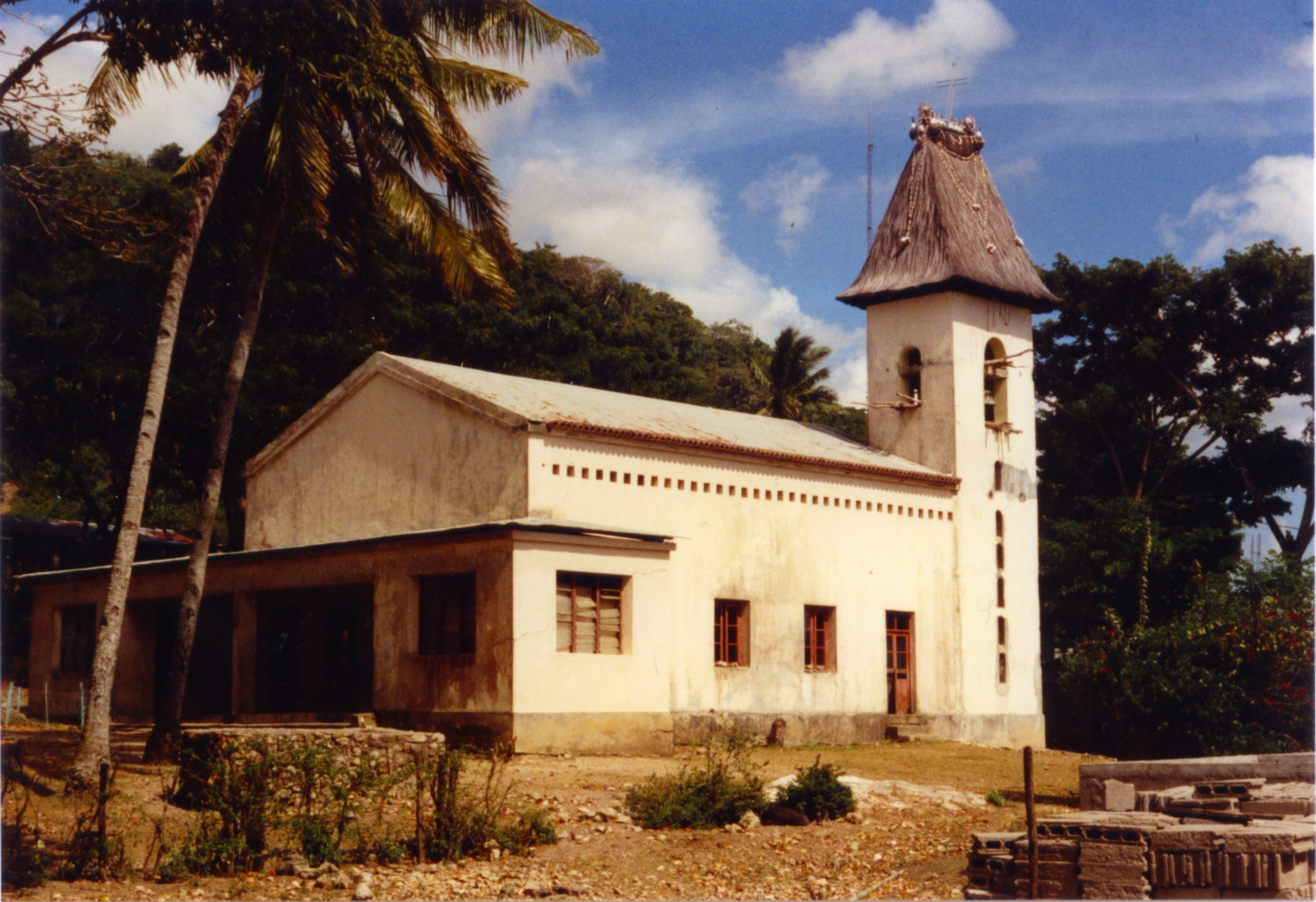
Igreja de Tutuala.

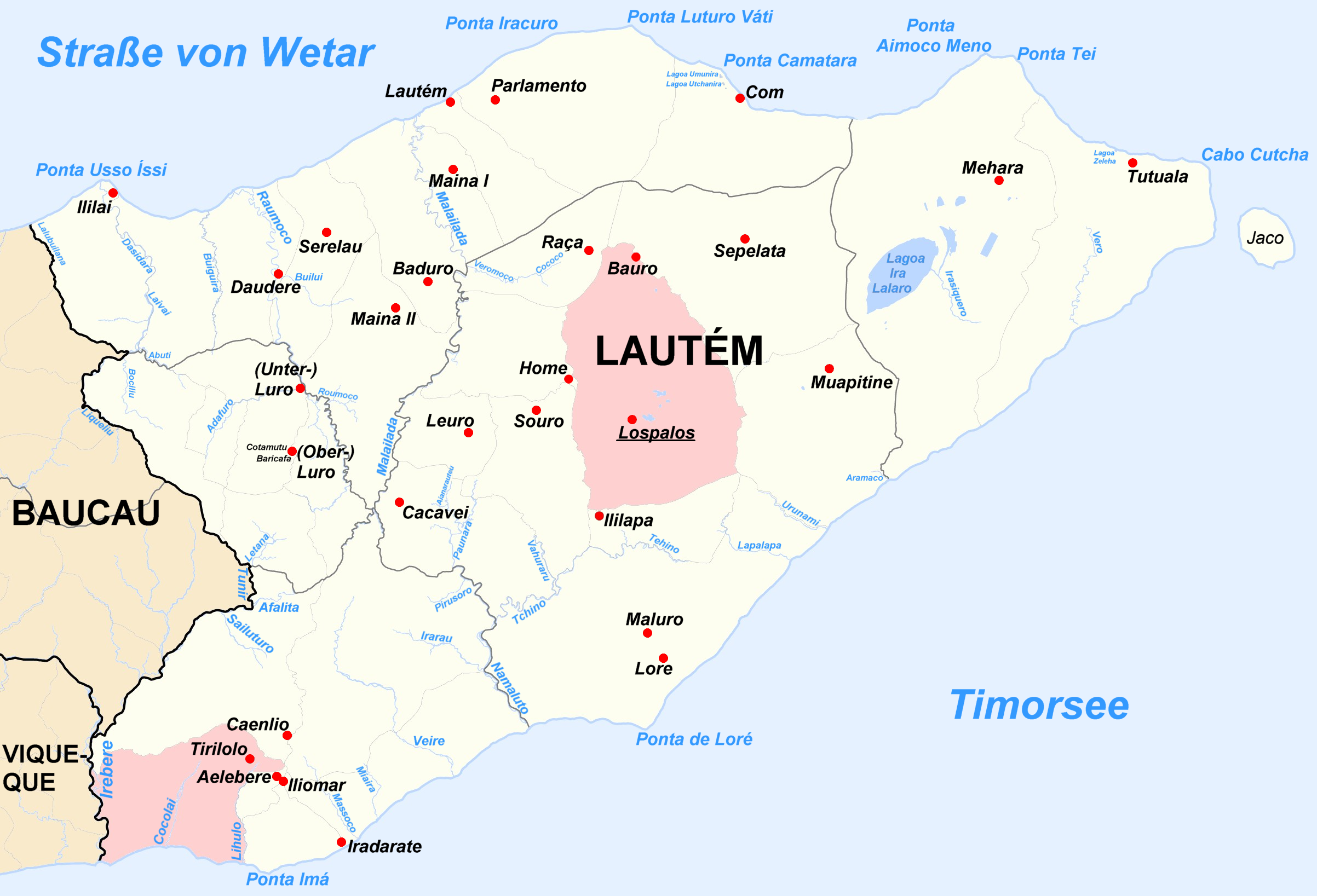
Tutuala em distrito de Lautém

Tutuala (conhecida durante o período do Estado Novo por Nova Sagres) é uma vila no distrito de Lautém no extremo oriental de Timor-Leste. A vila é sede do sub-distrito e do suco de Tutuala.

Tutuala é conhecida por ser o lugar de nascimento de Nino Konis Santana, razão pela qual o parque natural onde se insere se denomina Parque Nacional Nino Konis Santana.
Em Tutuala avistam-se nove ilhas do arquipélago das Molucas e, junto à costa, o ilhéu Jaco.

## Pontos turísticos
- Grutas de Ili-kere-kere (Montanha com escritos) - localizadas próximo de Tutuala, são grutas com pinturas rupestres;
- Praia Veru (Veru Sere) - localizada a 14 km de Tutuala, acessível a pé (3 horas), é um praia próxima da ilha de Jaco e da praia Macha, é usada para cerimónias tradicionais.
- Praia Hilapuna (Hilapuna Sere) - localizada a 4 km de Tutuala, acessível a pé (3 horas), é um praia lindíssima de areias brancas; é o local onde os habitantes locais Jenlai Ratu conduzem rituais cerimoniais aos seus ancestrais e onde existe um poste totem.